# Jan Kempara
Jan Kempara (ur. 11 stycznia 1951 w Zabierzewie) – generał dywizji Wojska Polskiego w stanie spoczynku, komandos.

## Życiorys
W latach 1969–1973 był słuchaczem – podchorążym Wyższej Szkoły Oficerskiej Wojsk Zmechanizowanych im. Tadeusza Kościuszki we Wrocławiu. Od 1973 roku pełnił służbę w 1 Batalionie Szturmowym na stanowiskach: dowódcy grupy, dowódcy plutonu – instruktora spadochronowego, tłumacza, dowódcy kompanii – instruktora spadochronowego, starszego oficera oddziału rozpoznania POW, zastępcy dowódcy ds. operacyjnych ONZ w Namibii, szefa wydziału – zastępcy szefa oddziału koordynacji nadzoru i logistyki w Zarządzie Wojskowych Spraw Zagranicznych, starszego oficera w Zarządzie Rozpoznania Wojskowego Sztabu Generalnego Wojska Polskiego, starszego oficera w Zarządzie Rozpoznania i Walki Radio-Elektronicznej SG WP {inna nazwa tej samej instytucji wojska}, obserwatora – szefa sztabu w PKW Syria, szefa sztabu – zastępcy dowódcy 6 BDSz, zastępcy dowódcy dywizji – szefa szkolenia 25 Dywizji Kawalerii Powietrznej.
W latach 1982–1985 był słuchaczem Akademii Wojskowej Czechosłowackiej Armii Ludowej, a w latach 1997-1998 słuchaczem Podyplomowych Studiów Operacyjno-Strategicznych w Akademii Obrony Narodowej w Warszawie-Rembertów. W październiku 1998 roku został dowódcą 25 Dywizji Kawalerii Powietrznej, która we wrześniu następnego roku przeformowana została w 25 Brygadę Kawalerii Powietrznej. 15 sierpnia 1999 roku awansował na stopień wojskowy generała brygady. W lipcu 2000 roku przekazał dowództwo brygady płk. Edwardowi Gruszce, a sam objął stanowisko zastępcy szefa sztabu Połączonego Podregionalnego Dowództwa „Północny Wschód” (JHQ NORTEAST) w Karup, w Danii. W 2003 roku został asystentem Szefa Sztabu Generalnego Wojska Polskiego do spraw Sił Specjalnych, Szefem? Szefostwa Działań Specjalnych SG WP. Dnia 15 sierpnia 2005 roku został awansowany na stopień wojskowy generała dywizji. Generał Kempara przeszedł w stan spoczynku po 41 latach służby w SZ PRL i SZ RP. Ostatnim stanowiskiem służbowym gen. dyw. Jana Kempary ujętym w etacie było stanowisko Zastępcy Dowódcy Korpusu Międzynarodowego w Grecji.
Odznaczony Krzyżem Kawalerskim (1996) i Oficerskim Orderu Odrodzenia Polski (2004).
Od 2011 roku jest Prezesem Związku Polskich Spadochroniarzy.